# Barlangi hiéna
A barlangi hiéna (Crocuta crocuta spelaea) a középső és késő pleisztocén egyik jellemző állatfaja, mely teljes Eurázsiára jellemző volt, az Ibériai-félszigettől Kelet-Szibériáig. Napjainkban a paleontológusok többsége megegyezik abban, hogy nem volt önálló faj, hanem a – ma is létező – foltos hiéna egyik, hideg éghajlathoz alkalmazkodott alfaja volt.

## Leírása

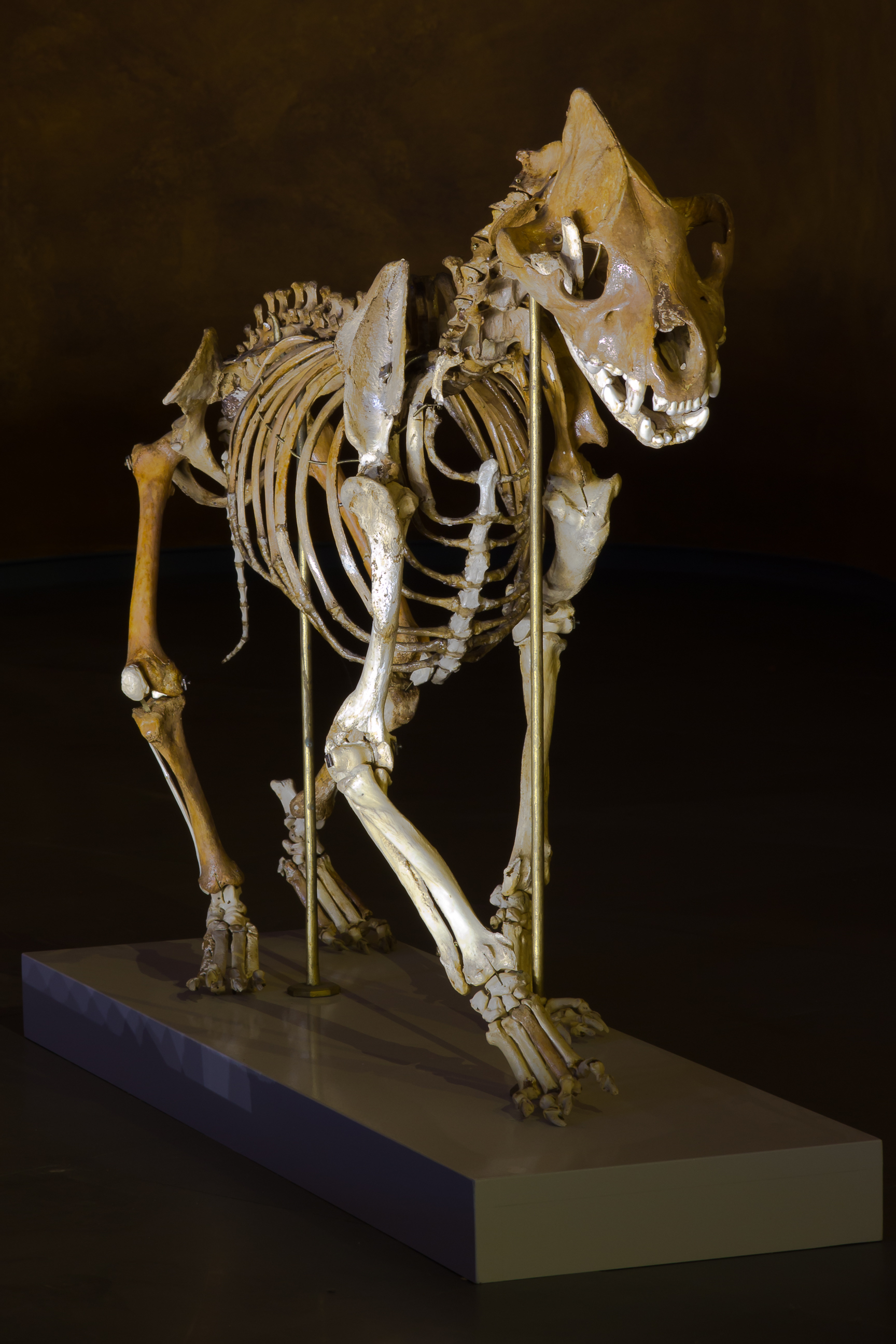
Barlangi hiéna csontváza.

A barlangi hiéna jóval testesebb volt, mint afrikai rokona, testsúlya a becslések szerint 102 kg körül mozgott (a foltos hiéna testsúlya átlagosan 50–60 kg közötti). A barlangi hiéna és a foltos hiéna testfelépítésében lényeges különbség, hogy az előbbi rövidebb és vékonyabb kézközépcsonttal és lábközépcsonttal rendelkezett, míg a felkarcsont és a combcsont jelentős mértékben meghosszabbodott; ez a jelenség az eltérő élettérrel magyarázható. A foltos hiénához hasonlóan a barlangi hiéna nőstényei is nagyobbak voltak a hímeknél, a barlangrajzok tanúsága szerint pedig bundájuk foltozottságát is megőrizték, így megjelenésre jelentős mértékben emlékeztethettek afrikai rokonaikra.
Az Európa és Ázsia-szerte előkerült leletek tanúsága szerint a barlangi hiéna - méretéből kifolyólag is - a nagytestű zsákmányállatokat részesítette előnyben, a hiénák táplálkozását a szarvasfélék és a vadlovak dominálták, de sztyeppei bölényre és gyapjas orrszarvúra is vadásztak - ez utóbbiakat valószínűleg csoportosan vadászva ejtették el. Barlangi hiéna lelőhelyeken időnként farkas és barlangi oroszlán maradványok is előkerültek, ezek valószínűleg a vadászterületért vívott harcban estek a hiénák zsákmányául.
Habár a barlangi hiénát először Georges Cuvier írta le 1812-ben, de már a 18. század második felétől feltételezték létezését, Angliából előkerült csontváz-töredékek alapján. Cuvier több európai lelőhelyet is felsorolt, ahonnan barlangi hiéna maradványok kerültek elő, de ő az állatot még külön fajnak tartotta - elsősorban nagy méretéből kifolyólag. Ezt a nézetét később a 19. század jeles zoológusai, Henri Marie Ducrotay de Blainville és Richard Owen is felkarolták. Elsőként William Boyd Dawkins, 1865-ben keletkezett művében kérdőjelezte meg a barlangi és a foltos hiéna különállását, de csak a közelmúltban végzett DNS-elemzések támasztották alá végérvényesen, hogy a barlangi hiéna a foltos hiéna egyik alfaja volt.

## A barlangi hiéna és a jégkori ember kapcsolata

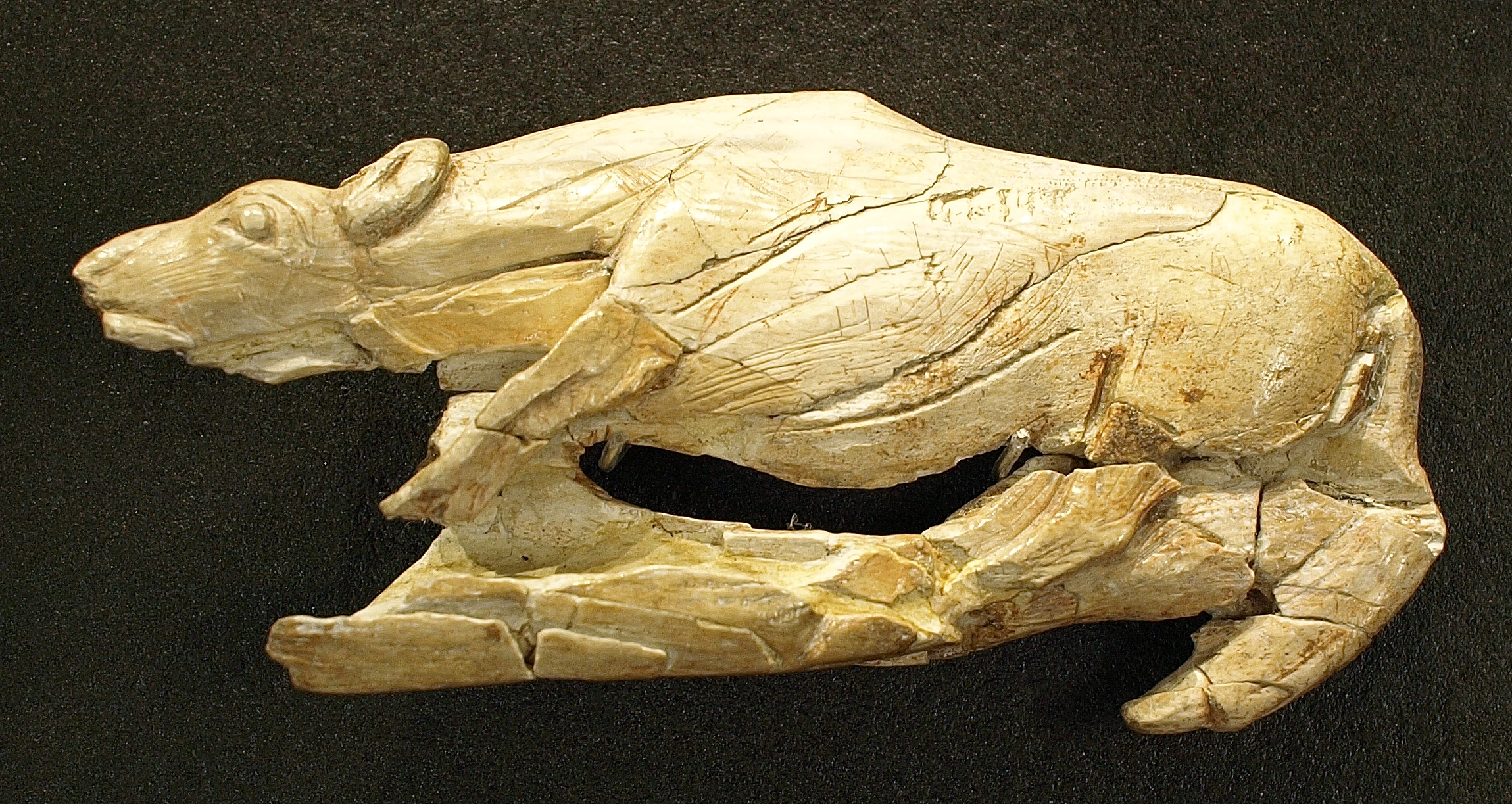
A franciaországi La Madelene barlangból előkerült mammutcsont-faragvány, mely valószínűleg barlangi hiénát ábrázol. Hozzávetőlegesen i.e. 17 000 évvel készült.

A jégkori ember és a barlangi hiéna valószínűleg kölcsönösen vadásztak egymásra, emellett időnként versengés is folyt köztük a lakóhelyül szolgáló barlangok elfoglalásáért. Egyes feltételezések szerint a jelentős létszámú kelet-szibériai hiénapopuláció is hozzájárult ahhoz, hogy az első emberek átkeltek az ekkor még létező Bering-földszoroson és benépesítették Amerikát.
A barlangi hiéna ábrázolása szép számban előfordul a franciaországi barlangrajzokon, ideértve a híres Lascaux-i barlangot és a Chauvet-barlangot is.

## Kihalása
A barlangi hiéna kihalásának okai a mai napig nem tisztázottak. Egyes feltételezések szerint az utolsó eljegesedést követő felmelegedés, más feltételezések szerint az ezzel összefüggésben lévő erdősödés és a füves puszták kiterjedésének csökkenése játszott közre az alfaj eltűnésében. Más elképzelések szerint a hiénák alulmaradtak a rivális nagyragadozókkal, elsősorban a farkasokkal szemben, melyek hamarosan átvették a hiénák szerepét az ökoszisztémában.
A leletek tanúsága szerint, a barlangi hiéna populáció i.e. 20 000 körül kezdett csökkenni, egyes régiókban - például az Ibériai-félszigeten - már ekkor ki is halt. Az utolsó példányok i.e. 14 - 11 000 körül haltak ki végleg.